# 第61回ニューヨーク映画批評家協会賞
第61回ニューヨーク映画批評家協会賞は、1995年の優秀な映画に贈られた賞である。1995年12月14日に発表され、1996年1月7日に贈られた。

## 受賞
- 作品賞:
  - 『リービング・ラスベガス』

- 主演男優賞:
  - ニコラス・ケイジ - 『リービング・ラスベガス』

- 主演女優賞:
  - ジェニファー・ジェイソン・リー - 『ジョージア』

- 助演男優賞:
  - ケヴィン・スペイシー - 『ザ・プロデューサー』、『セブン』、『ユージュアル・サスペクツ』、『アウトブレイク』

- 助演女優賞:
  - ミラ・ソルヴィノ - 『誘惑のアフロディーテ』

- 監督賞:
  - アン・リー - 『いつか晴れた日に』

- 脚本賞:
  - エマ・トンプソン - 『いつか晴れた日に』

- 撮影賞:
  - リュイ・ラー - 『上海ルージュ』

- 外国語映画賞:
  - 『野性の葦』（ フランス）

- ドキュメンタリー賞:
  - 『クラム』

- 新人監督賞:
  - クリス・ヌーナン - 『ベイブ』